# Kozarek Wielki
Kozarek Wielki (deutsch Groß Kosarken-Dönhoffstädt, 1938 bis 1945 Köhlersgut) ist ein Ort in der polnischen Woiwodschaft Ermland-Masuren und gehört zur Landgemeinde Sorkwity (deutsch Sorquitten) im Powiat Mrągowski (Kreis Sensburg).

## Geographische Lage
Kozarek Wielki liegt in der südlichen Mitte der Woiwodschaft Ermland-Masuren, 14 Kilometer südwestlich der Kreisstadt Mrągowo (deutsch Sensburg).

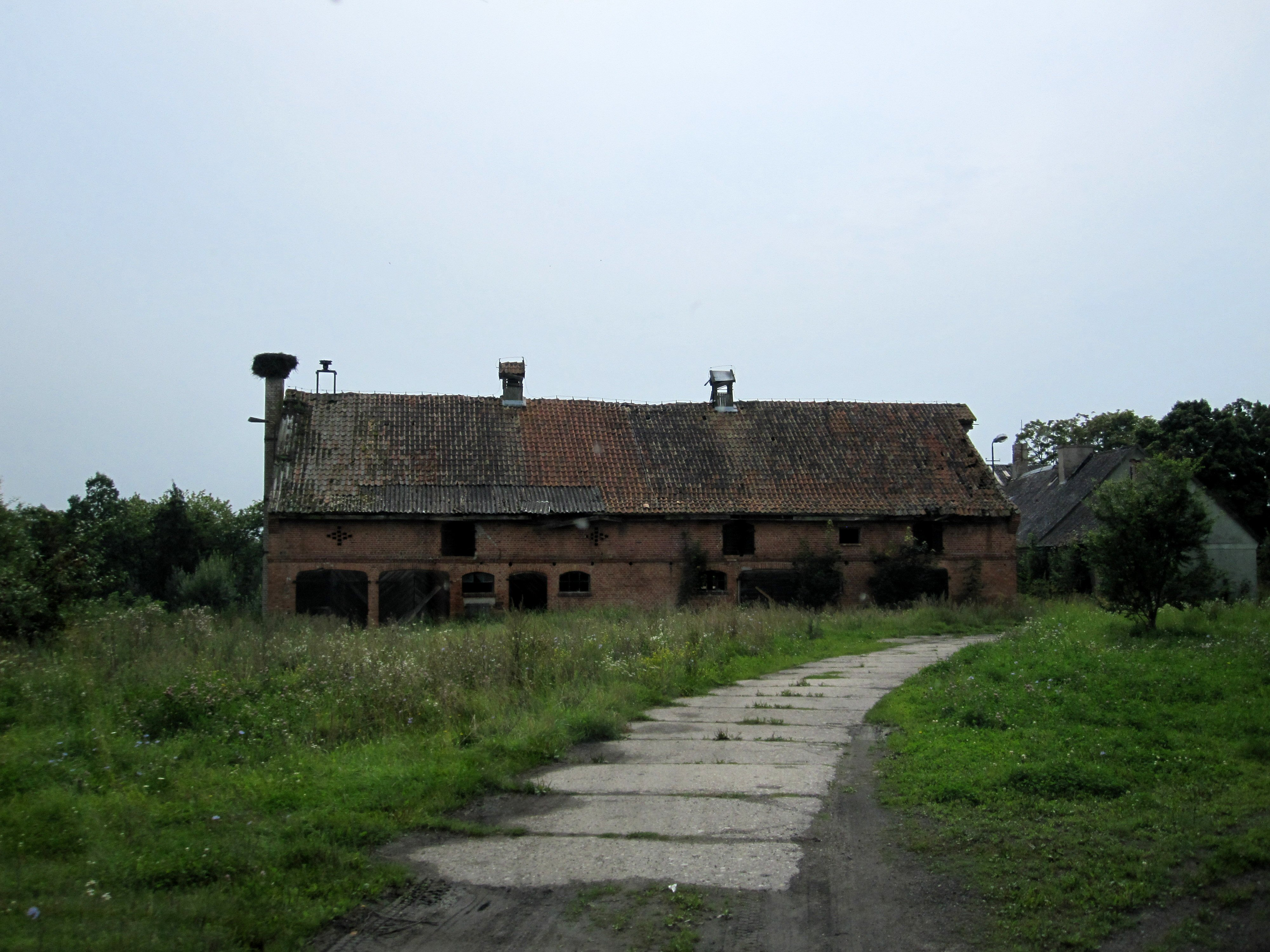
Früheres Gutshaus in Kozarek Wielki

## Geschichte
Der Gutsort Groß Kosarken-Dönhoffstädt kam 1874 zum neu errichteten Amtsbezirk Sorquitten, der zum Kreis Sensburg im Regierungsbezirk Gumbinnen (1905 bis 1945: Regierungsbezirk Allenstein) in der preußischen Provinz Ostpreußen gehörte. Im Jahre 1910 zählte der Gutsbezirk Groß Kosarken-Dönhoffstädt 51 Einwohner.
Aufgrund der Bestimmungen des Versailler Vertrags stimmte die Bevölkerung im Abstimmungsgebiet Allenstein, zu dem Groß Kosarken-Donhöffstädt gehörte, am 11. Juli 1920 über die weitere staatliche Zugehörigkeit zu Ostpreußen (und damit zu Deutschland) oder den Anschluss an Polen ab. In Groß Kosarken-Dönhoffstädt stimmten 60 Einwohner für den Verbleib bei Ostpreußen, auf Polen entfielen keine Stimmen.
Am 30. September 1928 wurde der Gutsbezirk Groß Kosarken-Dönhoffstädt zusammen mit dem Gutsbezirk Groß Kosarken-Wehlack (polnisch Kozarek Mały) in die Landgemeinde Neberg (polnisch Nibork) eingegliedert, und am  3. Juni (amtlich bestätigt am 16. Juli) 1938 wurde der Ortsname von Groß Kosarken-Dönhoffstädt in „Köhlergut“ geändert.
Als 1945 in Kriegsfolge das gesamte südliche Ostpreußen an Polen überstellt wurde, war auch Groß Kosarken-Dönhoffstädt alias Köhlersgut davon betroffen. Der Ort erhielt die polnische Namensform „Kozarek Wielki“ und ist heute eine Ortschaft im Verbund der Landgemeinde Sorkwity (Sorquitten) im Powiat Mrągowski (Kreis Sensburg), bis 1998 der Woiwodschaft Olsztyn, seither der Woiwodschaft Ermland-Masuren zugehörig.

## Kirche

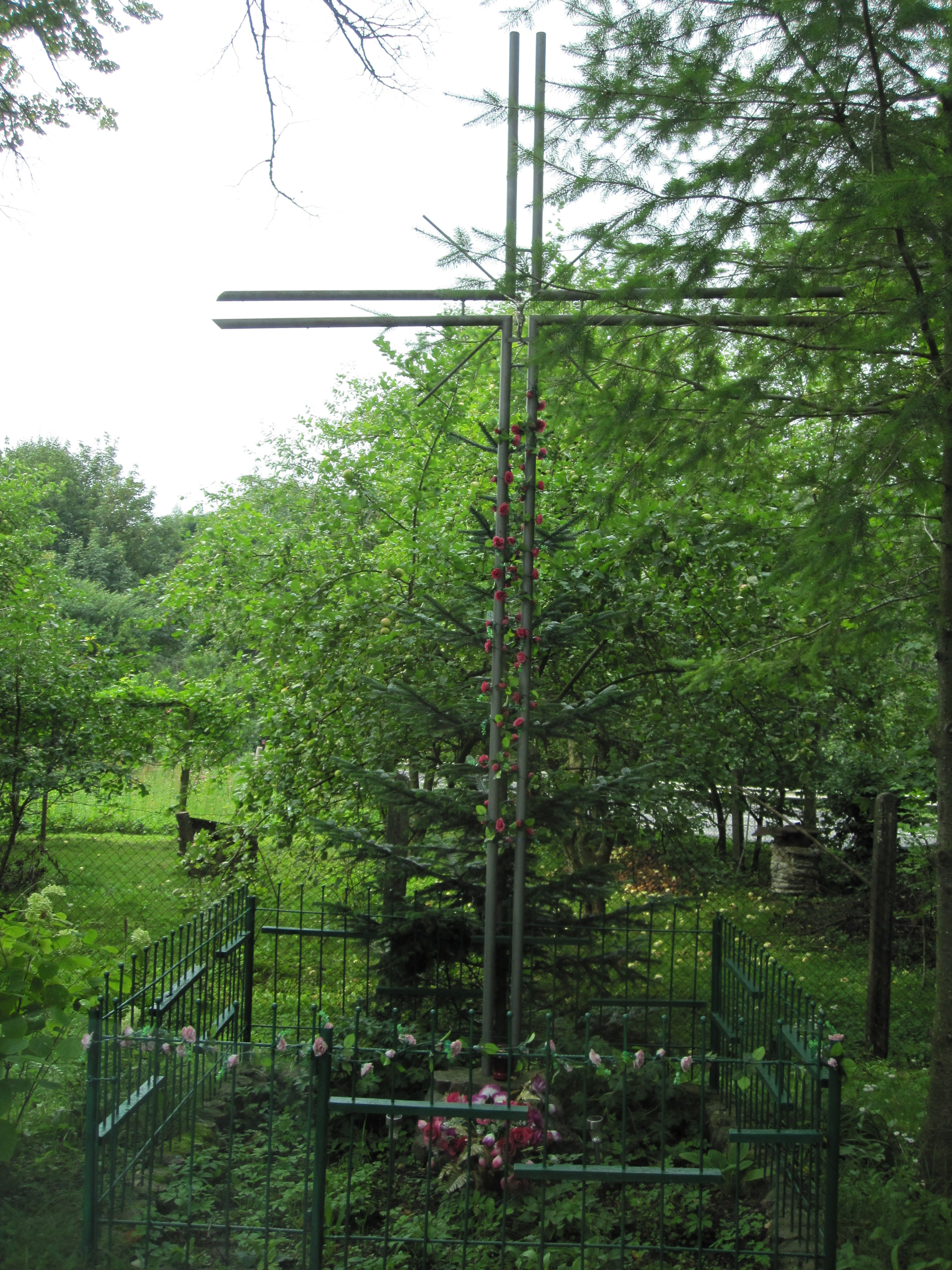
Wegekreuz in Kozarek Wielki

Groß Kosarken-Dönhoffstädt resp. Köhlersgut war bis 1945 in die evangelische Kirche Sorquitten in der Kirchenprovinz Ostpreußen der Kirche der Altpreußischen Union sowie bis 1938 in die katholische Pfarrei Stanislewo (1930 bis 1945 Sternsee, polnisch Stanclewo), 1939 bis 1945 in die katholische Pfarrei Kobulten (polnisch Kobułty) im damaligen Bistum Ermland eingepfarrt. 
Heute gehört Kozarek Wielki zur evangelischen Pfarrei Sorkwity in der Diözese Masuren der Evangelisch-Augsburgischen Kirche in Polen, außerdem zur katholischen Pfarrei Sorkwity im jetzigen Erzbistum Ermland in der polnischen katholischen Kirche.

## Verkehr
Kozarek Wielki liegt an der verkehrstechnisch bedeutenden polnischen Landesstraße 16 (einstige deutsche Reichsstraße 127), die drei Woiwodschaften miteinander verbindet und bis zur polnisch-litauischen Staatsgrenze führt. Eine untergeordnete Nebenstraße führt vom Nachbarort Kozarek Mały nach hier. Ein Bahnanschluss existiert nicht.